# Drymocallis campanulata
Drymocallis campanulata là loài thực vật có hoa trong họ Hoa hồng. Loài này được (C.L. Hitchc.) Ertter mô tả khoa học đầu tiên năm 2007.